# 蘇頲
蘇 頲（そ てい、670年 - 727年）は、中国唐の政治家・詩人。字は廷碩（ていせき）。本貫は雍州武功県。高祖父は隋の光禄大夫の蘇威。曾祖父は隋の鴻臚少卿の蘇夔。祖父は唐の台州刺史の蘇亶。父は尚書左僕射の蘇瓌。

## 略歴
高宗の調露2年（680年）の進士と伝えられるが、疑わしい。則天武后に認められて左司御率府冑曹参軍となり、監察御史・給事中・中書舎人などを歴任。また玄宗の信任も篤く、工部侍郎・中書侍郎に昇進、開元4年（716年）には宰相となって玄宗を補佐し、賢宰相と謳われた。父の爵位を継いで許国公に封ぜられ、燕国公張説と共に、その文才を「燕許の大手筆」と讃えられた。
『蘇許公文集』十二巻がある。